# Anomis mesogona
Anomis mesogona är en fjärilsart som beskrevs av Walker 1857. Anomis mesogona ingår i släktet Anomis och familjen nattflyn. Inga underarter finns listade i Catalogue of Life.